# Wapen van Veenklooster

Wapen van Veenklooster

Het wapen van Veenklooster is het dorpswapen van het Nederlandse dorp Veenklooster, in de Friese gemeente Noardeast-Fryslân. Het wapen werd in 1976 geregistreerd.

## Beschrijving
De blazoenering van het wapen luidt als volgt:
In blauw een zilveren zwaan, en een schildzoom van hetzelfde, beladen met acht zwarte kruisjes.
De heraldische kleuren zijn: azuur (blauw), zilver (zilver) en sabel (zwart).

## Symboliek
- Zwaan: ontleend aan het wapen van de familie Fogelsangh, naamgever van de plaatselijke Fogelsanghstate.[2]
- Kruisjes: verwijzen naar het klooster De Olijfberg (Mons Oliveta). Op de plaats van het klooster werd later de Fogelsanghstate gesticht.[2]

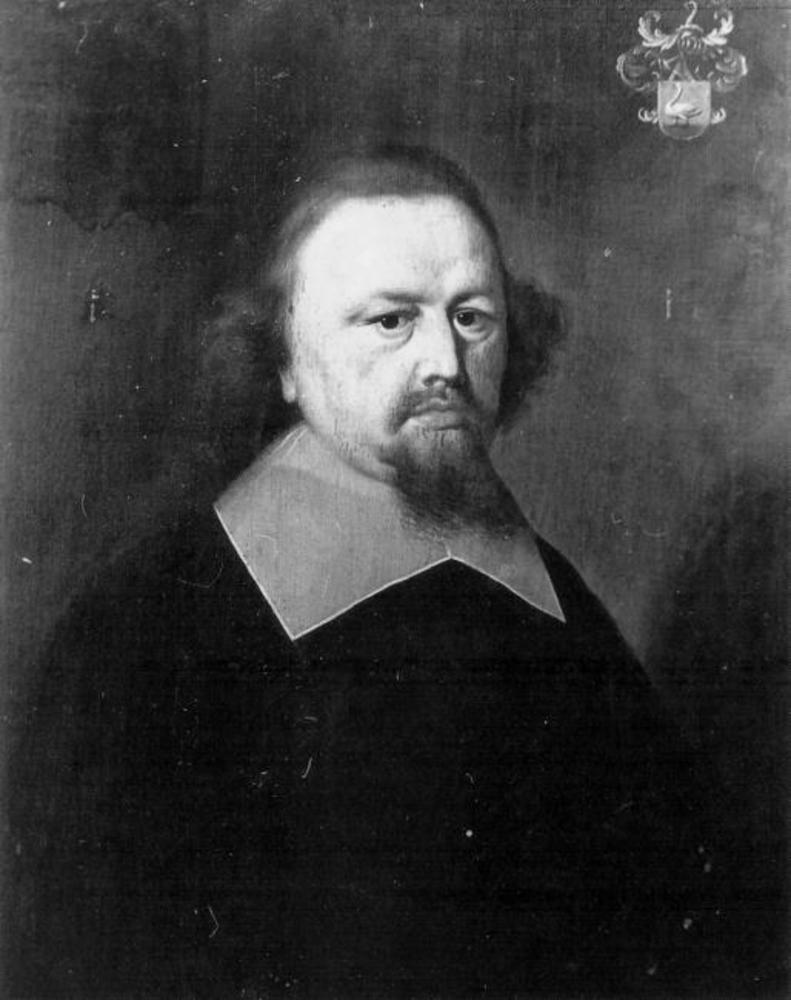
Portret van Dirck Fogelsangh met het familiewapen rechtsboven.

## Zie ook

Vlag van Veenklooster